# Sh2-85
Sh2-85 è una piccola regione H II visibile nella costellazione della Lira.
Si individua nella parte meridionale della costellazione, sul confine con la Volpetta; è estremamente debole e si rivela con difficoltà anche nelle foto a lunga posa. Il periodo più indicato per la sua osservazione nel cielo serale ricade fra giugno e novembre; la sua declinazione moderatamente boreale fa sì che essa possa essere osservata con maggiore facilità dalle regioni a nord dell'equatore.
Si tratta di una debolissima regione H II situata sul Braccio di Orione alla distanza di circa 400 parsec (1300 anni luce) dal sistema solare, in corrispondenza dei grandi banchi di polveri oscuri che mascherano la Via Lattea in direzione della Volpetta, anche se questa nebulosa si trova a una latitudine galattica decisamente più elevata; essa riceve la radiazione ionizzante di HD 177347, una stella bianco-azzurra di classe spettrale B8 avente una magnitudine apparente pari a 6,99.